# Kristina Rose
Kristina Rose (San Diego, 14 aprile 1984) è un'attrice pornografica statunitense.

## Carriera
A 18 anni ha lavorato come impiegata al servizio clienti di un sito web per adulti. Dopo che il sito chiuse, venne licenziata e le uniche compagnie che la contattarono dopo aver visionato il suo curriculum erano quelle che operavano nel settore per adulti. Ha poi lavorato come assistente di un fotografo che le consigliò di diventare una modella, ma la Rose non seguì il consiglio. Nel 2007, a 23 anni, ha iniziato la sua carriera come attrice pornografica.
Ha recitato la sua prima scena di sesso anale nel 2008 in Kristina Rose: Dirty Girl e la sua prima scena di doppia penetrazione nel 2009 in Kristina Rose Is Slutwoman. Ha dichiarato di aver visto film per adulti anche prima che la sua carriera nell'industria pornografica iniziasse, e ha affermato che le sue attrici pornografiche preferite sono Jenna Haze, Raylene e Cassidey Rae, mentre la sua migliore amica è Alexis Texas. Nel 2013 ha smesso di girare con gli uomini e l'anno successivo si è ritirata dall'industria salvo rientrare nel 2016. Nel 2022 è stata inserita nella Hall of Fame dagli AVN Awards.

## Riconoscimenti
- AVN Award
  - 2011 – Best All-Girl Three-Way Sex Scene per Buttwoman vs. Slutwoman con Alexis Texas e Asa Akira[9]
  - 2011 – Best Couples Sex Scene (film) per Kristina Rose Is Slutwoman con Manuel Ferrara[10]
  - 2011 – Best Group Sex Scene (film) per Buttwoman vs. Slutwoman con Alexis Texas, Gracie Glam e Michael Stefano[11]
  - 2012 – Best Three-Way Sex Scene G/G/B per Ass Workship 13 con Jada Stevens e Nacho Vidal[12]
  - 2022 – Hall of Fame[13]

- XRCO Award
  - 2011–Superslut[14]
  - 2013 – Orgasmic Analist[15]
- CAVR Awards
  - 2009 XCritic – Performer of the Year[16]

## Filmografia
- Kristina Rose's Foot Tease (2007)
- Latin POV 6 (2007)
- MyPlace 4 (2007)
- New Releases 6 (2007)
- No Tits Allowed (2007)
- Plump Rumps 2 (2007)
- Swallow This 10 (2007)
- 40 Inch Plus 9 (2008)
- 5 Little Brats 1 (2008)
- Alexis Texas is Buttwoman (2008)
- Apple Bottomz 5 (2008)
- Ashlynn Goes To College 3 (2008)
- Ass Addiction 3 (2008)
- Ass Parade 18 (2008)
- Ass Titans 1 (2008)
- Azz Fest 6 (2008)
- Big Ass Movie 2 (2008)
- Big Wet Asses 14 (2008)
- Billion Dollar Booties 4 (2008)
- Bring Me the Head of Shawna Lenee (2008)
- Cum Buckets 8 (2008)
- Cum Swapping Sluts 13 (2008)
- Curvy Cuties (2008)
- Curvy Girls 2 (2008)
- Deceived (2008)
- Destination Tonsils 2 (2008)
- Dream Team (2008)
- Every Last Drop 7 (2008)
- Evil Anal 8 (2008)
- First Time Auditions 4 (2008)
- Four Finger Club 24 (2008)
- Fuck Dolls 10 (2008)
- Fuck for Dollars 8 (2008)
- Fucked at Random 1 (2008)
- Gangbang My Face 4 (2008)
- Girls Will Be Girls 4 (2008)
- Gotcha (2008)
- Hand to Mouth 7 (2008)
- I Film Myself 7 (2008)
- I Like Phat Bunz 3 (2008)
- Jailbait 5 (2008)
- Jerkoff Material 1 (2008)
- Killer Grip 4 (2008)
- Kristina Rose: Dirty Girl (2008)
- Lesbian Harlots 2 (2008)
- Lesbian Seductions 20 (2008)
- Massive Asses 3 (2008)
- Mouth 2 Mouth 12 (2008)
- Oh! Me So Horny 5 (2008)
- Oil Overload 2 (2008)
- Poolside Pussy 1 (2008)
- Pound Pussy 1 (2008)
- Priceless Fantasies (2008)
- Radium 2 (2008)
- Real Female Orgasms 9 (2008)
- Schoolgirl POV 2 (2008)
- Shay Jordan: Lust (2008)
- She's Cumming 2 (2008)
- Slave Dolls 3 (2008)
- Smothered N' Covered 5 (2008)
- Sporty Girls 1 (2008)
- Squirt Gangbang 3 (2008)
- Storm Squirters 6 (2008)
- Suck It Dry 5 (2008)
- Sweet Cheeks 10 (2008)
- Teen Tryouts Audition 58 (2008)
- This Butt's 4 U 4 (2008)
- Twisted Vision 7 (2008)
- Wasted Youth 6 (2008)
- Watch Me (2008)
- We Suck 1 (2008)
- What An Ass 5 (2008)
- What An Ass 7 (2008)
- Whatabooty 4 (2008)
- Wild Cherries 5 (2008)
- All About Me 4 (2009)
- Anal Academics (2009)
- Anal Cavity Search 7 (2009)
- Anal Integrity (2009)
- Ass Cleavage 11 (2009)
- Ass Parade 21 (2009)
- Ass Worship 11 (2009)
- Asstounding 1 (2009)
- Barely Legal All By Myself 5 (2009)
- Barely Legal Bubble Butts (2009)
- Barely Legal Latinas 2 (2009)
- Battle Of The Asses 1 (2009)
- Be My Bitch 6 (2009)
- Big Butt Oil Orgy 1 (2009)
- Bitchcraft 6 (2009)
- Bitchcraft 7 (2009)
- Bombshell Bottoms 5 (2009)
- Boundaries 6 (2009)
- Bree's Anal Invasion (2009)
- Broke Down Bitches 2 (2009)
- Bubble Butt Belles (2009)
- Buttman's Stretch Class 2 (2009)
- Chain Gang 2 (2009)
- Consumer Affairs 2 (2009)
- Cougar Cruisin' (2009)
- Couples Seeking Teens 2 (2009)
- Bitchcraft 7 (2009)
- Bombshell Bottoms 5 (2009)
- Boundaries 6 (2009)
- Bree's Anal Invasion (2009)
- Broke Down Bitches 2 (2009)
- Bubble Butt Belles (2009)
- Buttman's Stretch Class 2 (2009)
- Chain Gang 2 (2009)
- Consumer Affairs 2 (2009)
- Cougar Cruisin' (2009)
- Couples Seeking Teens 2 (2009)
- Diggin in the Gapes 4 (2009)
- Don't Make Me Beg 1 (2009)
- Elastic Assholes 8 (2009)
- Evalutionary 1 (2009)
- Face Fucking Inc. 5 (2009)
- Face Fucking Inc. 6 (2009)
- Face Invaders 4 (2009)
- Fetish Fuckdolls 4 (2009)
- Fetish Fucks 4 (2009)
- Filth Cums First 4 (2009)
- Fuck Face (II) (2009)
- Fuck Team 5 3 (2009)
- Fucked On Sight 6 (2009)
- Full Streams Ahead 2 (2009)
- Glamour Girls 2 (2009)
- Gluteus Maximass 3 (2009)
- Head Case 5 (2009)
- Hellcats 15 (2009)
- I Kissed a Girl and I Liked It (2009)
- I Love Ass Cheeks 3 (2009)
- I Love It Rough 4 (2009)
- Interactive Sex with Tori Black (2009)
- Intimate Invitation 12 (2009)
- It's a Secretary Thing 2 (2009)
- Jack's POV 14 (2009)
- Jenna Haze: Nymphomaniac (2009)
- Just Tease 1 (2009)
- King of Coochie 3 (2009)
- Kristina Rose Is Slutwoman (2009)
- Legend of the Magic Taco (2009)
- Let Me Jerk You 1 (2009)
- Lil' Gaping Lesbians 1 (2009)
- Load Sharing 2 (2009)
- Make Me Cum (2009)
- Massive Asses 4 (2009)
- Masturbation Nation 2 (2009)
- Mean Bitches POV 2 (2009)
- Meet The Fuckers 10 (2009)
- Mike's Dirty Movie (2009)
- Monster Curves 5 (2009)
- Monsters of Cock 18 (2009)
- Naughty Nannies (2009)
- Naughty Nurse Nancy (2009)
- Need For Seed 4 (2009)
- No Love Lost (2009)
- No Swallowing Allowed 16 (2009)
- Obsessions (2009)
- Oil Spills 1 (2009)
- Performers of the Year 2009 (2009)
- Phat Bottom Girls 2 (2009)
- Point Of View Times Two (2009)
- Pornstar Workout 1 (2009)
- POV Cocksuckers 9 (2009)
- POV Junkie 1 (2009)
- Praise The Load 4 (2009)
- Pretty Sloppy 1 (2009)
- Pretty Sloppy 2 (2009)
- Public Disgrace 7083 (2009)
- Pure Sextacy 4 (2009)
- Raw 2 (2009)
- Rawhide 2 (2009)
- Ready Wet Go 6 (2009)
- Registered Nurse 2 (2009)
- Rocco Ravishes L.A. (2009)
- Scarlet Manor (2009)
- Seinfeld: A XXX Parody (2009)
- She's the Boss 1 (2009)
- Sloppy Head 2 (2009)
- Sporty Girls 2 (2009)
- Strap Attack 11 (2009)
- Strap-On Lesbians (2009)
- Stroke It (2009)
- Swimsuit Calendar Girls 2 (2009)
- Swimsuit Calendar Girls 3 (2009)
- Teenage Spermaholics 6 (2009)
- This Ain't The Partridge Family XXX (2009)
- Tight Indian Pussy 3 (2009)
- Tori Black Is Pretty Filthy 1 (2009)
- Up'r Class 6 (2009)
- Wet Dreams Cum True 7 (2009)
- Whack Jobs 4 (2009)
- Who's Your Daddy 12 (2009)
- All About Sara Sloane (2010)
- Anal Buffet 3 (2010)
- Anally Yours... Love, Kristina Rose (2010)
- Asseaters Unanimous 21 (2010)
- Barely Legal All Anal (2010)
- Barely Legal All Girl Slumber Party 2 (2010)
- BatFXXX: Dark Knight Parody (2010)
- Beat Tha Pussy Up 2 (2010)
- Beautiful Stranger (2010)
- Belladonna: Fetish Fanatic 8 (2010)
- Belladonna's Odd Jobs 5 (2010)
- Belladonna's Party of Feet 2 (2010)
- Big Ass Fixation 6 (2010)
- Big Bang Theory: A XXX Parody (2010)
- Big Lebowski: A XXX Parody (2010)
- Big Wet Butts 3 (2010)
- Blown Away 3 (2010)
- Bombshells 1 (2010)
- Booty Balls (2010)
- Bootylicious Girls (2010)
- Bubble Butt Cuties (2010)
- Bum Rushed 2 (2010)
- Buttman's Evil Live (2010)
- Buttwoman vs. Slutwoman (2010)
- Crushing on Kleio (2010)
- Cum Buckets 10 (2010)
- Deviance 2 (2010)
- Device Bondage 10639 (2010)
- Device Bondage 10640 (2010)
- Doctor 1 (2010)
- Elexis Unleashed 2 (2010)
- Erotic Femdom 8 (2010)
- Everything Butt 10380 (2010)
- Everything Butt 9247 (2010)
- Friends That Share (2010)
- Fuck Team 5 10 (2010)
- Fucking Machines 9961 (2010)
- Fucking Machines 9962 (2010)
- Gape Lessons (2010)
- Gapeman 5 (2010)
- Girls Kissing Girls 4 (2010)
- Hot Bush 2 (2010)
- I Swallow On The First Date (2010)
- Interracial Anal Love 6 (2010)
- Interracial Cheerleader Orgy 2 (2010)
- Joanna's Angels 3 (2010)
- Jules Jordan's Ass Stretchers POV 2 (2010)
- Just Tease 2 (2010)
- Latina Extreme (2010)
- Legends and Starlets 2 (2010)
- Lesbian Beauties 6: Latinas (2010)
- Lesbian Truth or Dare 2 (2010)
- Lesbian Truth or Dare 3 (2010)
- Let Me Suck You 1 (2010)
- Letter A Is For Asshole (2010)
- Lil' Gaping Lesbians 3 (2010)
- Load Almighty (2010)
- Love Goes Down (2010)
- Malibu Massage Parlor 1 (2010)
- Malice in Lalaland (2010)
- Massive Facials 2 (2010)
- Masturbation Nation 7 (2010)
- Mean Bitches POV 3 (2010)
- Mere et sa fille (2010)
- My Boss' Daughter (2010)
- My Sexy Life 3 (2010)
- Nikki's House (2010)
- North Pole 75 (2010)
- Office Perverts 5 (2010)
- Official Jersey Shore Parody (2010)
- Official Survivor Parody (2010)
- Performers of the Year 2010 (2010)
- Performers of the Year 2011 (2010)
- Phone Fucks (2010)
- Phuck Girl 7 (2010)
- Pornstar Cribs (2010)
- Pornstar Superheroes (2010)
- Pretty As They Cum 2 (2010)
- Pretty Sloppy 3 (2010)
- Private Lessons (2010)
- Racked and Stacked 1 (2010)
- Rear View 1 (2010)
- Red Riding Hood XXX (2010)
- Relax He's My Stepdad 2 (2010)
- Round Latin Asses 2 (2010)
- Round Mound Of Ass 6 (2010)
- Seinfeld 2: A XXX Parody (2010)
- Sex and Submission 10379 (2010)
- Sex and Submission 9796 (2010)
- Sex for Grades 4 (2010)
- Sexual Blacktivity 2 (2010)
- Sexual HarASSment (2010)
- Sticky Teen Faces 1 (2010)
- Strap Attack 12 (2010)
- Stretched Open Slimy Vagina (2010)
- Studio 69 (2010)
- Suck Balls 1 (2010)
- Suck It Bitch (2010)
- Superstar Showdown 2: Asa Akira vs. Kristina Rose (2010)
- Texass Tales (2010)
- This Isn't Max Hardcore: A XXX Parody (2010)
- Tribade Sorority 3 (2010)
- Wham Bam 1 (2010)
- Young Harlots: School Trip (2010)
- 10 Things I Hate About Love (2011)
- All-American Cheerleaders 1 (2011)
- Anal Delights 1 (2011)
- Anal Delights 2 (2011)
- Anal Explorations (2011)
- Ass Masterpiece 5 (2011)
- Ass Worship 13 (2011)
- Assrageous (2011)
- Beggin' For A Peggin' (2011)
- Belladonna: Fetish Fanatic 9 (2011)
- Belladonna: Manhandled 4 (2011)
- Belladonna: No Warning 6 (2011)
- Belladonna's Party of Feet 3 (2011)
- Big Butts Like It Big 8 (2011)
- Black in My Ass (2011)
- Bound Gang Bangs 12405 (2011)
- Brothers Bang Better 1 (2011)
- Bush 1 (2011)
- Bust a Nut or Die Tryin' (2011)
- Caught from Behind (2011)
- Celeste (2011)
- Cover Girls (2011)
- Deep Throat This 45 (2011)
- Dick Sauce (Animal Style) (2011)
- Dirty Panties (2011)
- Every Rose Has Its Thorn (2011)
- Everything Butt 11759 (2011)
- Everything Butt 15928 (2011)
- Evil Anal 13 (2011)
- Extreme Asses 15 (2011)
- Facts of Life: A Porn Parody (2011)
- Fucking Machines 12766 (2011)
- Fucking Machines 12767 (2011)
- Fucking Machines 16919 (2011)
- Fucking Machines 16920 (2011)
- Girl Crush 2 (2011)
- Girls Kissing Girls 8 (2011)
- Gloryhole Confessions 5 (2011)
- Group Discount (2011)
- Hard Ass (2011)
- Hard Bodies (2011)
- Here Cums the President (2011)
- Honeymoaners (2011)
- In the VIP 7 (2011)
- It Ain't Gonna Suck Itself! (2011)
- It's My First Time (2011)
- Justice League Of Pornstar Heroes (2011)
- Kagney Linn Karter is Relentless (2011)
- Kittens and Cougars 4 (2011)
- Lex The Impaler 6 (2011)
- Mammoth Dick Brothers 2 (2011)
- Mandingo Massacre 2 (2011)
- Mean Facesitters 2 (2011)
- Money Shot (2011)
- Monster Curves 16 (2011)
- My Sister's Hot Friend 23 (2011)
- My Sister's Hot Friend 24 (2011)
- Nacho Invades America 1 (2011)
- Nacho vs Franceska Jaimes (2011)
- Official Jerry Springer Parody (2011)
- Official Taxicab Confessions Parody (2011)
- Official Vagina Monologues Parody (2011)
- Party Girls (2011)
- Performers of the Year 2012 (2011)
- Peter North's POV 29 (2011)
- Phat Bottom Girls 4 (2011)
- Pictures at an Exxxhibiton (2011)
- Pretty in Pink (2011)
- Rico The Destroyer 3 (2011)
- Saturday Night Fever XXX: An Exquisite Films Parody (2011)
- Secretary 1 (2011)
- Seduction (II) (2011)
- Sex and Submission 12535 (2011)
- Sex and Submission 15225 (2011)
- Sloppy Girl 3 (2011)
- Solo Sweethearts 2 (2011)
- Spin on My Cock 3 (2011)
- Spouses Nut on a Latin Slut 2 (2011)
- Starstruck 1 (2011)
- Stripper Grams (2011)
- Superman XXX: A Porn Parody (2011)
- Swallow My Pride 10 (2011)
- Teen Cock Rockers 2 (2011)
- There Will Be Cum 12 (2011)
- This Is Why I'm Hot 1 (2011)
- Throat Fucks 3 (2011)
- Tila Tequila Uncorked (2011)
- Women Seeking Women 73 (2011)
- XXX Avengers (2011)
- All Star Celebrity XXX: Kristina Rose (2012)
- Anal Boot Camp (2012)
- Ass Addiction (2012)
- Ass Cream Milkshakes (2012)
- Ass Parade 38 (2012)
- Ass Party 1 (2012)
- Baby I Wanna Cum for You 7 (2012)
- Backstage Pass 2 (2012)
- Big Booty Shake Down (2012)
- Big Butts Like It Big 10 (2012)
- Big Wet Butts 7 (2012)
- Booty Bombs (2012)
- Brother Load 3 (2012)
- Bubble Butt Beauties (2012)
- Buttface 2 (2012)
- Class Ass (2012)
- Crazy for Lingerie 3 (2012)
- Device Bondage 21137 (2012)
- Device Bondage 21138 (2012)
- Device Bondage 21139 (2012)
- Device Bondage 21140 (2012)
- Drink Me Down (2012)
- ElectroSluts 18139 (2012)
- ElectroSluts 25411 (2012)
- ElectroSluts 25412 (2012)
- ElectroSluts 25413 (2012)
- Everything Butt 17978 (2012)
- Everything Butt 25841 (2012)
- Evil Anal 16 (2012)
- Femdom Ass Worship 13 (2012)
- Flesh Hunter 11 (2012)
- Fucking Machines 17814 (2012)
- Fucking Machines 25815 (2012)
- Fucking Machines 25816 (2012)
- Gapeland (2012)
- Girl Train 2 (2012)
- Gloriass 2 (2012)
- Gringas And Latinas (2012)
- I Hope That's Not Yo Daughter 4 (2012)
- Interracial Gloryhole Initiations 12 (2012)
- Intimate Passions (2012)
- Just Tease 3 (2012)
- Justice League Of Pornstar Heroes XXX: Animated Cartoon Edition (2012)
- Kristina Rose: Unfiltered (2012)
- Latin Adultery 18 (2012)
- Lesbian Adventures: Strap-On Specialists 5 (2012)
- Mean Bitches POV 5 (2012)
- Meow 2 (2012)
- Monsters of Cock 32 (2012)
- My Naughty Massage 2 (2012)
- Naughty Office 28 (2012)
- Orgy Masters (2012)
- Party of Three 3 (2012)
- PerryVision 2 (2012)
- Rack City XXX (2012)
- Sassy Ass (2012)
- Sauna Girls (2012)
- Secretary 3 (2012)
- Show Me Your Shit Hole (2012)
- Spare the Rod 3 (2012)
- Spit (2012)
- Strap Attack 16 (2012)
- Strippers' Paradise (2012)
- Sucker Play (2012)
- Superstars of Porn 2 (2012)
- Teacher's Pet 4 (2012)
- Teens For Toys (2012)
- Up Her Asshole 2 (2012)
- White Booty Clappin (2012)
- 25 Sexiest Latin Porn Stars Ever (2013)
- Adult Insider 11 (2013)
- Adult Insider 6 (2013)
- All-Star Anal Sluts 3 (2013)
- Ass Angels 9 (2013)
- Best of No Swallowing Allowed 2 (2013)
- Big Assets 4 (2013)
- Big Butts Like It Big 12 (2013)
- Blasted 2 (2013)
- Bush Bangers (2013)
- Device Bondage 28802 (2013)
- ElectroSluts 30114 (2013)
- Everything Butt 32092 (2013)
- Foot Worship 33049 (2013)
- Fucking Machines 29635 (2013)
- Hot and Mean 9 (2013)
- Lesbian Analingus 2 (2013)
- Lesbian Beauties 10: Latinas (2013)
- Manuel Ferrera Bangs 'Em All (2013)
- My Girlfriend's A Cheater (2013)
- Real Wife Stories 15 (2013)
- School Of MILF (2013)
- Snail Trails (2013)
- Swallowing Is Good For You (2013)
- Swap Force (2013)
- There's Something About Lisa Ann (2013)
- Thick White Asses 3 (2013)
- Thigh Scrapers 2 (2013)
- To Live and Fuck in LA (2013)
- To Live and Fuck in LA 3 (2013)
- Tonight's Girlfriend 15 (2013)
- Total Control (2013)